# Alpen-Ruchgras
Das Alpen-Ruchgras (Anthoxanthum nipponicum Honda, Syn.: Anthoxanthum alpinum A. & D. Löve) ist eine Art aus der Gattung der Ruchgräser (Anthoxanthum) innerhalb der Familie der Süßgräser (Poaceae).

## Merkmale

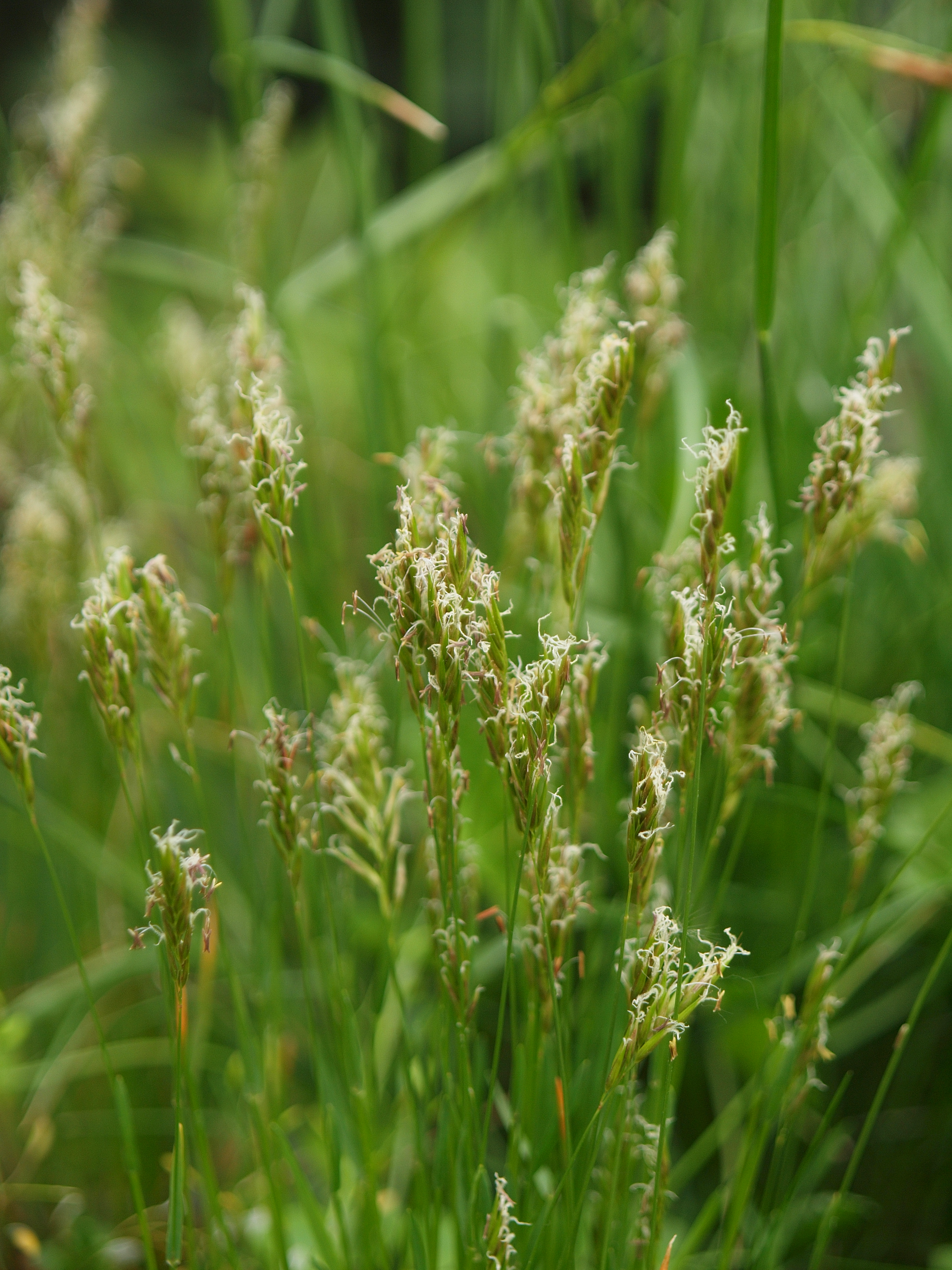
Blüten von Pflanzen aus den subadriatischen Dinariden, Orjen in Montenegro

Das Alpen-Ruchgras ist eine mehrjährige, krautige Pflanze. Sie erreicht eine Wuchshöhe von 15 bis 20 (40) Zentimetern.
Die Blattspreite ist röhrig gerollt. Die graugrüne, matte Oberseite ist nicht sichtbar, nur die glänzende, gelblichgrüne Unterseite.
Die Blüten stehen in Ährenrispen. Diese sind ein bis zwei Zentimeter lang und gelb- bis rotbraun.
Die Deckspelzen der fertilen Blüten sind oben an den Rändern mit kurzen Borstenhärchen besetzt und daher rau. Die Haare der beiden oberen Hüllspelzen reichen nicht bis zur Spitze, die oft von einem Hautrand umgeben ist. Blütezeit ist von Mai bis Juli. Die Ausbreitung erfolgt über Epizoochorie und Anemochorie.
Die Art ist diploid und eine der Stammsippen des Gewöhnlichen Ruchgrases. Die Chromosomenzahl beträgt 2n = 10.

## Vorkommen
das Verbreitungsgebiet des Alpen-Ruchgrases reicht von Europa bis Japan. Es ist arktisch-alpin verbreitet. In Europa kommt es in vielen Ländern vor und fehlt nur in Portugal, Spanien, Belgien, den Niederlanden, Irland, Dänemark, im Baltikum, Belarus, Slowenien, Ungarn, Rumänien, Moldau, Montenegro, Nordmazedonien, Albanien, Griechenland, Bulgarien und im europäischen Teil der Türkei. In Deutschland kommt es nur in Bayern (Alpen, Bayrischer Wald) und in Baden-Württemberg (Schwarzwald) vor. In Österreich und der Schweiz ist es recht weit verbreitet. In Österreich fehlt es nur in Wien, im nördlichen Gneis- und Granitland gilt es als gefährdet.
Die Art wächst in Rasen- (besonders Borstgrasrasen) und Zwergstrauchgesellschaften sowie in Lärchenwäldern auf mäßig trockenen bis etwas feuchten, wenig nährstoffreichen, eher sauren Böden. Sie gedeiht in Pflanzengesellschaften der Verbände Nardion strictae, Caricion fuscae und Caricion curvulae. Das Alpen-Ruchgras kommt in der (montanen) subalpinen bis alpinen Höhenstufe vor, meist jedoch erst oberhalb von 1400 Metern Höhe über dem Meeresspiegel. Die ökologischen Zeigerwerte nach Landolt et al. 2010 sind in der Schweiz: Feuchtezahl F = 3 (mäßig feucht), Lichtzahl L = 4 (hell), Reaktionszahl R = 3 (schwach sauer bis neutral), Temperaturzahl T = 1+ (unter-alpin, suprasubalpin und ober-subalpin), Nährstoffzahl N = 2 (nährstoffarm), Kontinentalitätszahl K = 3 (subozeanisch bis subkontinental).

## Taxonomie
Das Alpen-Ruchgras wurde 1926 von Masaji Honda in Botanical Magazine. [Shokubutsu-gaku zasshi] Band 40, Seite 317 als Anthoxanthum nipponicum erstbeschrieben. Ein Synonym ist Anthoxanthum alpinum A. & D. Löve. Manche Autoren (z. B. Flora of China) betrachten Anthoxanthum odoratum und Anthoxanthum nipponicum als Unterarten einer Art. Anthoxanthum nipponicum erhält dann den Namen Anthoxanthum odoratum subsp. nipponicum (Honda) Tzvelev (Syn.: Anthoxanthum odoratum subsp. alpinum (Á.Löve & D.Löve) B.M.G.Jones & Melderis).